# Tmušići
Tmušići es un pueblo ubicado en el municipio de Berane, en Montenegro.

## Demografía
Hasta 2011 la población era de 22 habitantes, conformada por 7 hogares y 93 viviendas.
| 193                                                              | 207 | 187 | 174 | 105 | 78 | 36 | 22 |
| (Fuente: Population statistics of Eastern Europe & former USSR.) |     |     |     |     |    |    |    |

| Etnicidad                                           | Número | Porcentaje |
| --------------------------------------------------- | ------ | ---------- |
| Serbios                                             | 21     | 58,33 %    |
| Montenegrinos                                       | 15     | 41,66 %    |
| Fuente: Republic of Montenegro. Statistical Office. |        |            |